# 十二里阁站
十二里阁站是一个京沪线上的铁路车站，位于山东省德州市齐河县焦斌屯乡，建于1983年，目前为四等站，邮政编码为251121。目前不办理客货运业务。本站以南为曹家圈黄河铁路大桥。